# アンドレイ・ヴォロドシチ
アンドレイ・ヴォロドシチ（ウラジミロヴィチ）（ロシア語: Андрей Володшич (Владимирович)、? - 1180年以降）は、リューリク朝、ポロツク・イジャスラフ家(ru)出身の公（クニャージ）である。
アンドレイの出生年、ならびに所領については不明である。おそらくイジャスラヴリ公ヴォロドシャの子であると推測されている。
『イパーチー年代記』の1180年の項に、従兄弟のフセスラフ(ru)らと共に、スモレンスク公ダヴィドと争うチェルニゴフ公スヴャトスラフの陣営について戦ったことが記されている。アンドレイらポロツク公家の諸公と、スヴャトスラフ軍は勝利を収めたが、以降のアンドレイに関する記述は残されていない。